# Frederick Converse
Frederick Shepherd Converse (Newton, Iowa; 5 de enero de 1871-Westwood, Massachusetts; 8 de junio de 1940) fue un compositor estadounidense. 

## Biografía
Estudió en la Universidad de Harvard y en la Hochschule für Musik und Theater München. Fue autor de The Pipe of Desire (1906), la primera ópera estadounidense estrenada en la Metropolitan Opera House de Nueva York. Sus siguientes óperas, The Sacrifice (1911) y Sindbad the Sailor (1913), quedaron sin estrenar. También compuso cinco sinfonías, así como suites, poemas sinfónicos, canciones, obras para piano, etc. Fue profesor en el Conservatorio de Música de Nueva Inglaterra, en Boston (1921-1938).
Fue miembro de la Academia Estadounidense de las Artes y las Ciencias y la Academia Estadounidense de las Artes y las Letras.